# Paolo Coletta

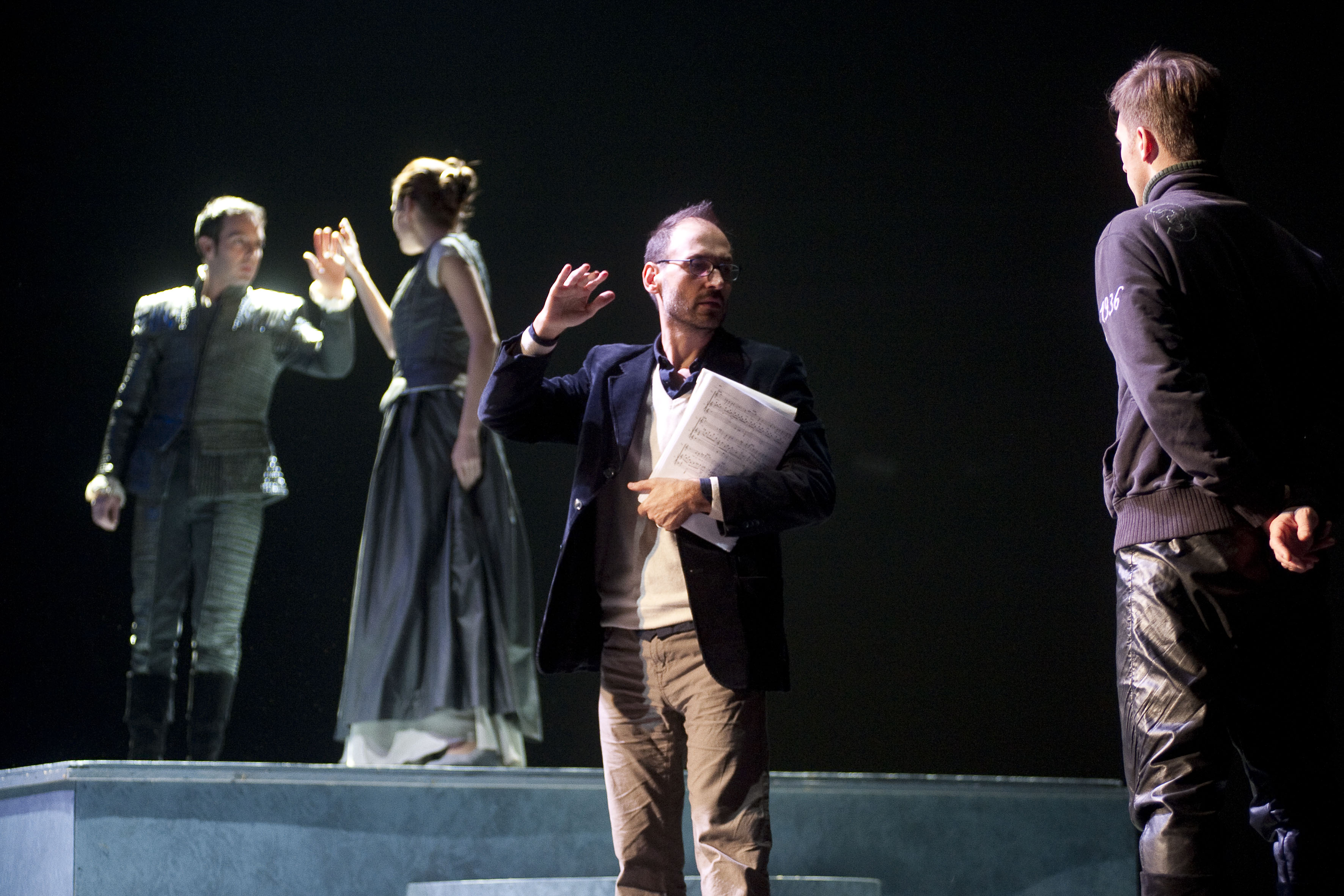
Paolo Coletta al Teatro Coccia di Novara

Paolo Coletta (Napoli, 15 agosto 1978) è un compositore, regista e commediografo italiano, autore di opere liriche e numerose musiche di scena.

## Biografia
Dopo gli studi in pianoforte, violino e il liceo scientifico, frequenta la Facoltà di Filosofia presso l'Università Federico II di Napoli, approfondendo l'analisi dei linguaggi musicali sotto la guida del Prof. Agostino Ziino, del Prof. Bruno Cagli e della Prof. Marina Mayrhofer.
Ha collaborato con artisti della scena nazionale e internazionale tra cui: Lindsay Kemp, Antonio Tabucchi, José Saramago.
È autore di diversi testi teatrali e di numerose musiche di scena.
Nel 2009 ha debuttato in qualità di compositore nella stagione lirica del Teatro San Carlo di Napoli e del Teatro Stanislavskij di Mosca con il balletto "Napoli zompa e vola" di Amedeo Amodio.
Nella stagione 2012/2013 ha curato la regia e l'adattamento di "Interno familiare" di Annamaria Ortese, nell'ambito del progetto "Il mare non bagna Napoli" commissionato dal Mercadante Teatro Stabile di Napoli e rappresentato allo Shaw Theatre di Londra l'8 novembre 2013..
Sempre con lo Stabile napoletano, nel 2014 è stato impegnato nel progetto "L'armonia perduta" intorno alle opere di Raffaele La Capria come regista e adattatore di "Fiori giapponesi".
Nel 2017 ha portato in scena al Napoli Teatro Festival Italia un suo adattamento del romanzo I cani e i lupi di Irène Némirovsky, firmandone anche musiche e regia.
Nel 2019 ha scritto e diretto per il Teatro Stabile di Napoli Il paese di cuccagna, un vaudeville nero con parti cantate liberamente ispirato all'omonimo romanzo di Matilde Serao.
Nel 2023 ha diretto per il Teatro di Napoli Il segreto del talento, commedia per musica scritta con Valeria Parrella (Marsilio editori) e interpretata da Teresa Saponangelo e Elisabetta Valgoi.
Parallelamente alla sua attività di compositore, autore e regista prosegue negli anni quella di attore, collaborando principalmente con il Teatro Elicantropo di Napoli.

## Opere

### Teatro musicale
- Toledostrasse[16] - 2005
- Mi manca la giraffa[17] - 2011
- Interno familiare[7] - 2013
- Fiori giapponesi[12] - 2014
- Il paese di cuccagna[14] - 2019
- Belle Époque e polvere da sparo[18] - 2021
- Il segreto del talento[19] - 2022

### Teatro di prosa
- Che freddo, ragazzi![20] - 2000
- Mai dire amore[21] - 2001
- Joe Brandina[22] - 2003
- Il ladro e la milonga (Amore di tango)[23] - 2003
- I cani e i lupi[24] - 2017
- Mio figlio sa chi sono[25] - 2021

### Opere liriche

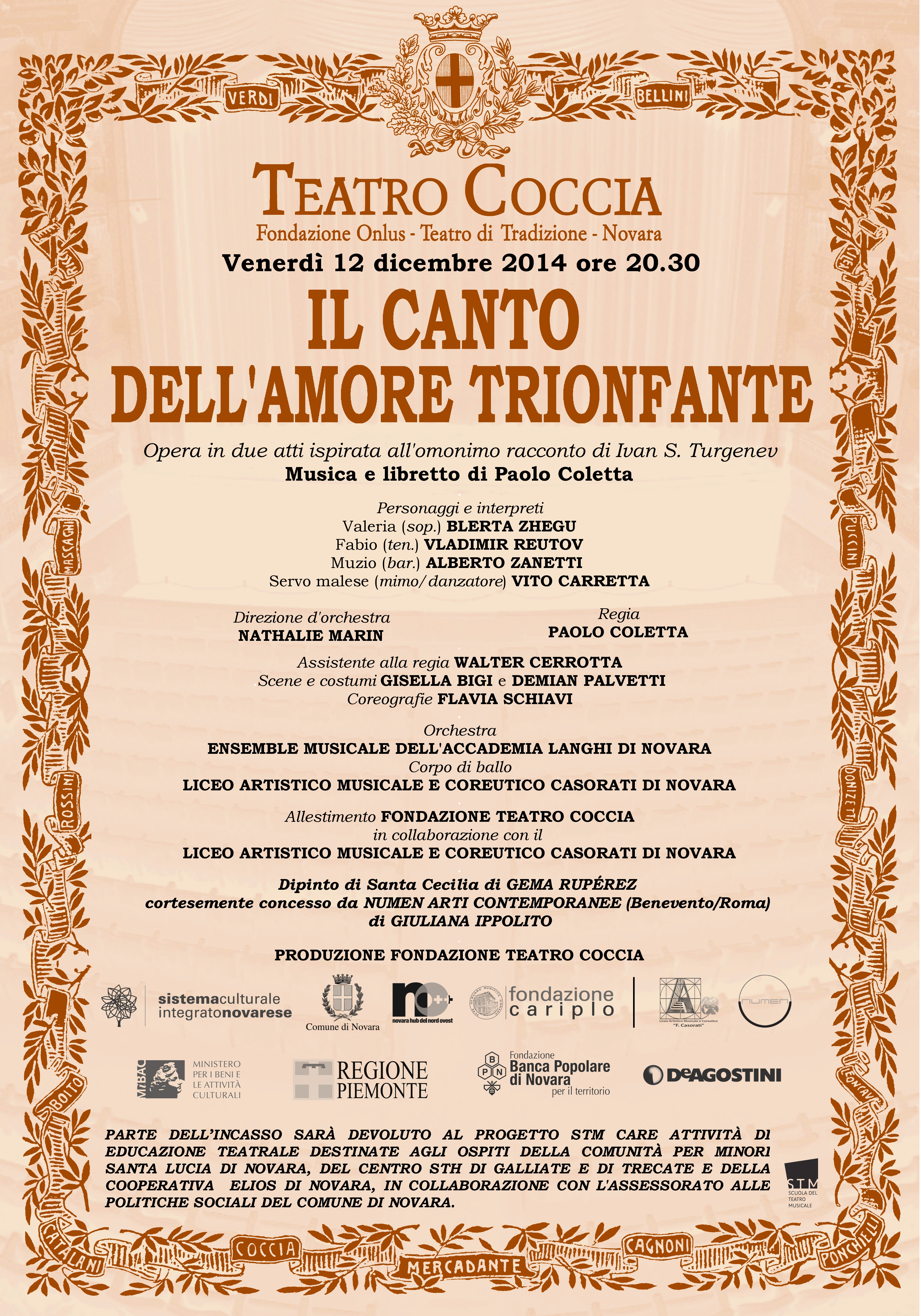
Manifesto de Il canto dell'amore trionfante (2014), opera lirica di Paolo Coletta

- Il canto dell'amore trionfante[26] - 2014 - Fondazione Teatro Coccia, Teatro Coccia di Novara con la direzione musicale di Nathalie Marin

### Balletti
- Napoli zompa e vola[6] - 2009

## Regie teatrali
- La casa di Ramallah di Antonio Tarantino (prima assoluta)[27][28] - 2004
- Toledostrasse di Paolo Coletta (prima assoluta)[29][30] - 2005
- Mi manca la giraffa di Paolo Coletta[17] - 2011
- Interno familiare di Paolo Coletta (dal racconto omonimo tratto da Il mare non bagna Napoli di Anna Maria Ortese)[17] - 2013
- Fiori giapponesi di Paolo Coletta (dal racconto omonimo di Raffaele La Capria)[31] - 2014
- I cani e i lupi di Paolo Coletta (dal romanzo omonimo di Irène Némirovsky)[24] - 2017
- Il paese di cuccagna di Paolo Coletta (dal romanzo omonimo di Matilde Serao)[14] - 2019
- Madre Coraggio e i suoi figli di Bertolt Brecht[32] - 2019
- Mio figlio sa chi sono di Paolo Coletta e Silvana Totàro[33] - 2021
- Belle Époque e polvere da sparo di Paolo Coletta[34] - 2021
- Il segreto del talento di Valeria Parrella e Paolo Coletta[35] - 2023

## Regie liriche
- Il canto dell’amore trionfante di Paolo Coletta (ispirato al racconto omonimo di Ivan Sergeevič Turgenev)[36] - 2014
- Don Giovanni di Wolfgang Amadeus Mozart[37] - 2016

## Premi e riconoscimenti
- Premio Giuseppe Bartolucci per l'insieme delle sue attività con il Teatro Elicantropo (2001)[38]
- Premio Girulà per "Stanza 101" (2002)[39]
- Premio Ubu Sezione Premi Speciali per "Stanza 101" (2002)[40]
- Premio Le Maschere del Teatro Italiano 2017 — Miglior autore di musiche per "Bordello di mare con città" di Enzo Moscato con la regia di Carlo Cerciello[41]
- 24th International Theater Festival for Children and Young Adults in Hamedan 2017 — Best composer for “The Diary of an Ugly Duckling” written and directed by Tonio De Nitto[42]
- Targa Tenco 2019 - Album Collettivo a Progetto con Viaggio in Italia degli Adoriza (curatori: Tosca, Paolo Coletta e Felice Liperi)
- Premio Le Maschere del Teatro Italiano 2021 — Miglior autore di musiche per "I manoscritti del diluvio" di Michel Marc Bouchard con la regia di Carlo Cerciello[43]